# Rafiq Hüseynov
Rafiq Hüseynov (también escrito como Rafik Huseynov; Taskent, URSS, 16 de mayo de 1988) es un deportista azerbaiyano que compite en lucha grecorromana.
Participó en dos Juegos Olímpicos de Verano, obteniendo una medalla de bronce en Tokio 2020, en la categoría de 77 kg. En los Juegos Europeos de Bakú 2015 obtuvo una medalla de plata en la categoría de 80 kg.
Ganó dos medallas en el Campeonato Mundial de Lucha, oro en 2021 y plata en 2019, y cuatro medallas en el Campeonato Europeo de Lucha entre los años 2011 y 2022.

## Palmarés internacional
| Juegos Olímpicos   | Juegos Olímpicos       | Juegos Olímpicos  | Juegos Olímpicos |
| Año                | Lugar                  | Medalla           | Categoría        |
| ------------------ | ---------------------- | ----------------- | ---------------- |
| 2020               | Tokio (Japón)          | Medalla de bronce | 77 kg            |
| Campeonato Mundial |                        |                   |                  |
| Año                | Lugar                  | Medalla           | Categoría        |
| 2019               | Nursultán (Kazajistán) | Medalla de plata  | 82 kg            |
| 2021               | Oslo (Noruega)         | Medalla de oro    | 82 kg            |
| Juegos Europeos    |                        |                   |                  |
| Año                | Lugar                  | Medalla           | Categoría        |
| 2015               | Bakú (Azerbaiyán)      | Medalla de plata  | 80 kg            |
| Campeonato Europeo |                        |                   |                  |
| Año                | Lugar                  | Medalla           | Categoría        |
| 2011               | Dortmund (Alemania)    | Medalla de oro    | 74 kg            |
| 2018               | Kaspisk (Rusia)        | Medalla de bronce | 82 kg            |
| 2020               | Roma (Italia)          | Medalla de oro    | 82 kg            |
| 2022               | Budapest (Hungría)     | Medalla de oro    | 82 kg            |